# Ben Fouhy
Benjamin John "Ben" Fouhy est un kayakiste néo-zélandais pratiquant la course en ligne né le 4 mars 1979 à Pukekohe. 
Il remporte une médaille d'argent en K-1 1000 mètres aux Jeux olympiques de 2004, une médaille d'or en K-1 1000 mètres aux Mondiaux de 2003 et une médaille de bronze dans la même épreuve aux Mondiaux de 2006.